# Tanyptera atrata
Tanyptera atrata är en tvåvingeart som först beskrevs av Carl von Linné 1758.  Tanyptera atrata ingår i släktet Tanyptera och familjen storharkrankar. Arten är reproducerande i Sverige.
Arten har en smal kropp och en längd av upp till 20 mm. Den liknar en stekel i utseende. Hos Tanyptera atrata är honan längre med en rödaktig bakkropp och ett svansliknande spetsigt utskott. Utskottet kan variera i färgen mellan röd, svart och gul. Hannar har kortare antenner med förgreningar så att antennen liknar en kam. Hos exemplar av hankön kan hela bakkroppen variera i färg.
Imago av denna harkrank syns vanligen mellan april och juli. Habitatet utgörs främst av lövskogar och trädgårdar. Även andra områden med förmultnande träd och buskar uppsöks. Larvernas utveckling sker där.
I Europa förekommer arten nästan överallt. För Grekland, Island, Portugal och några andra områden saknas bekräftelse.

## Underarter
Arten delas in i följande underarter:
- T. a. atrata
- T. a. portschinskyi
- T. a. przewalskii
- T. a. unilineata

## Bildgalleri

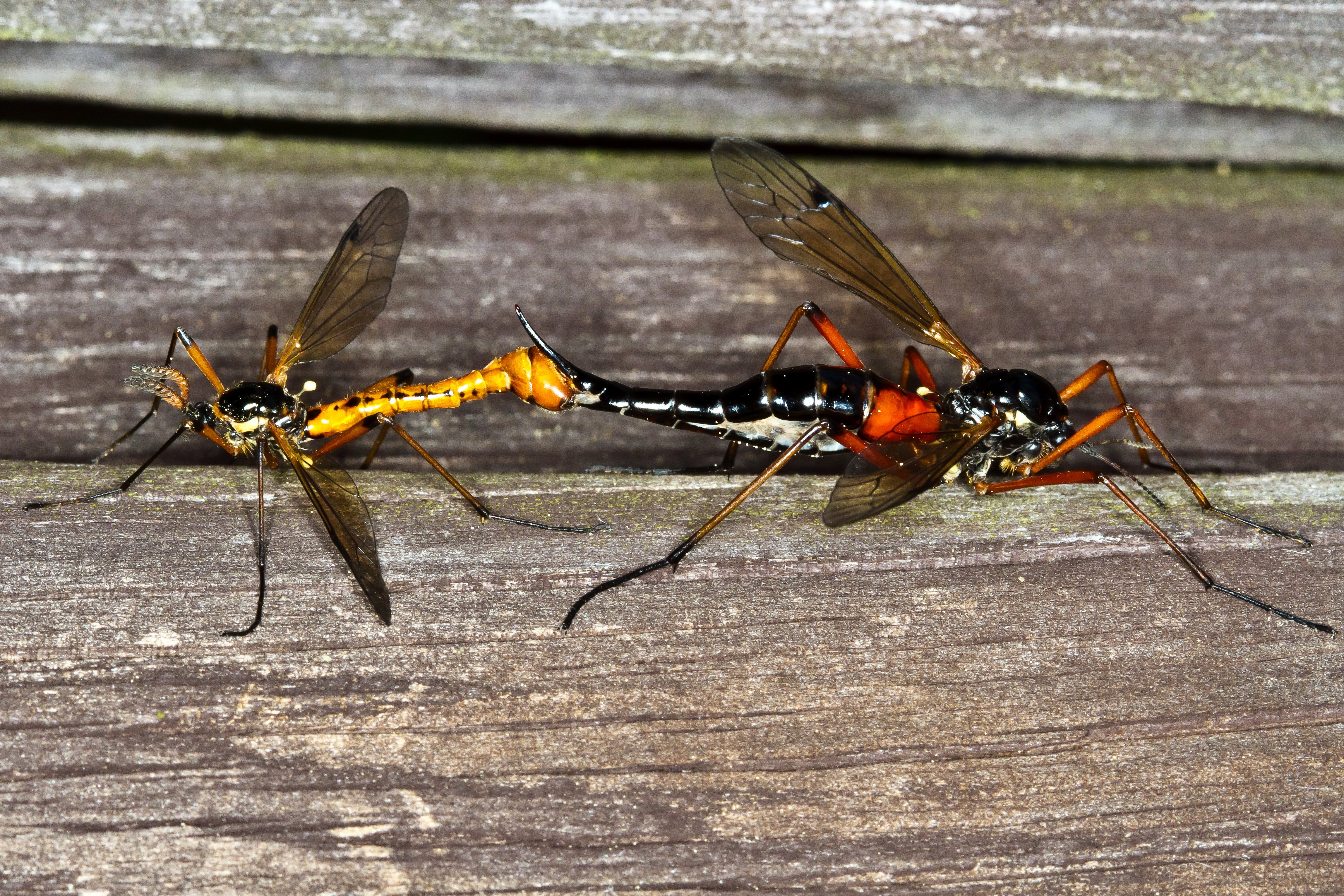
Hane (vänster) och hona (höger) under parningen.
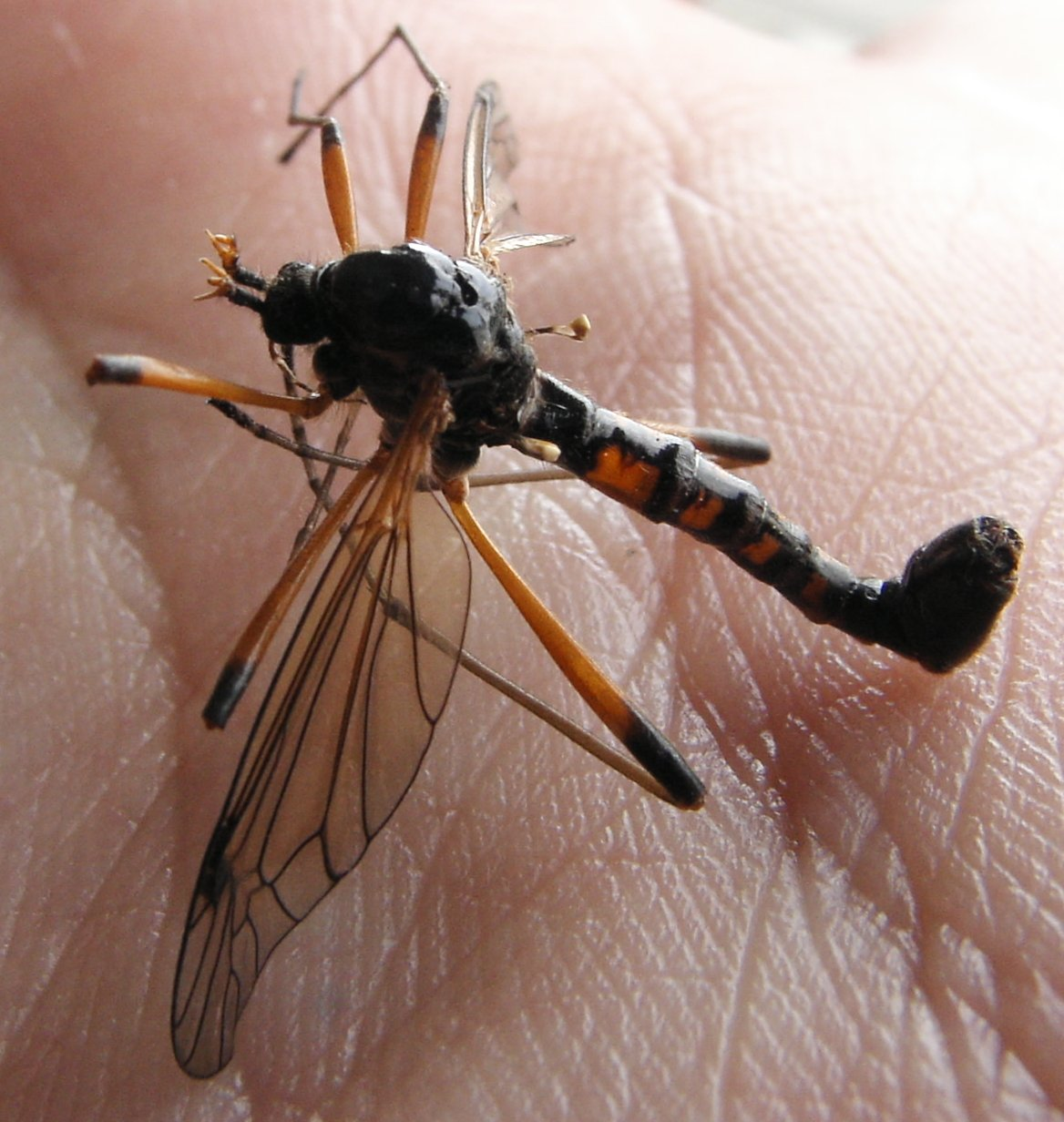
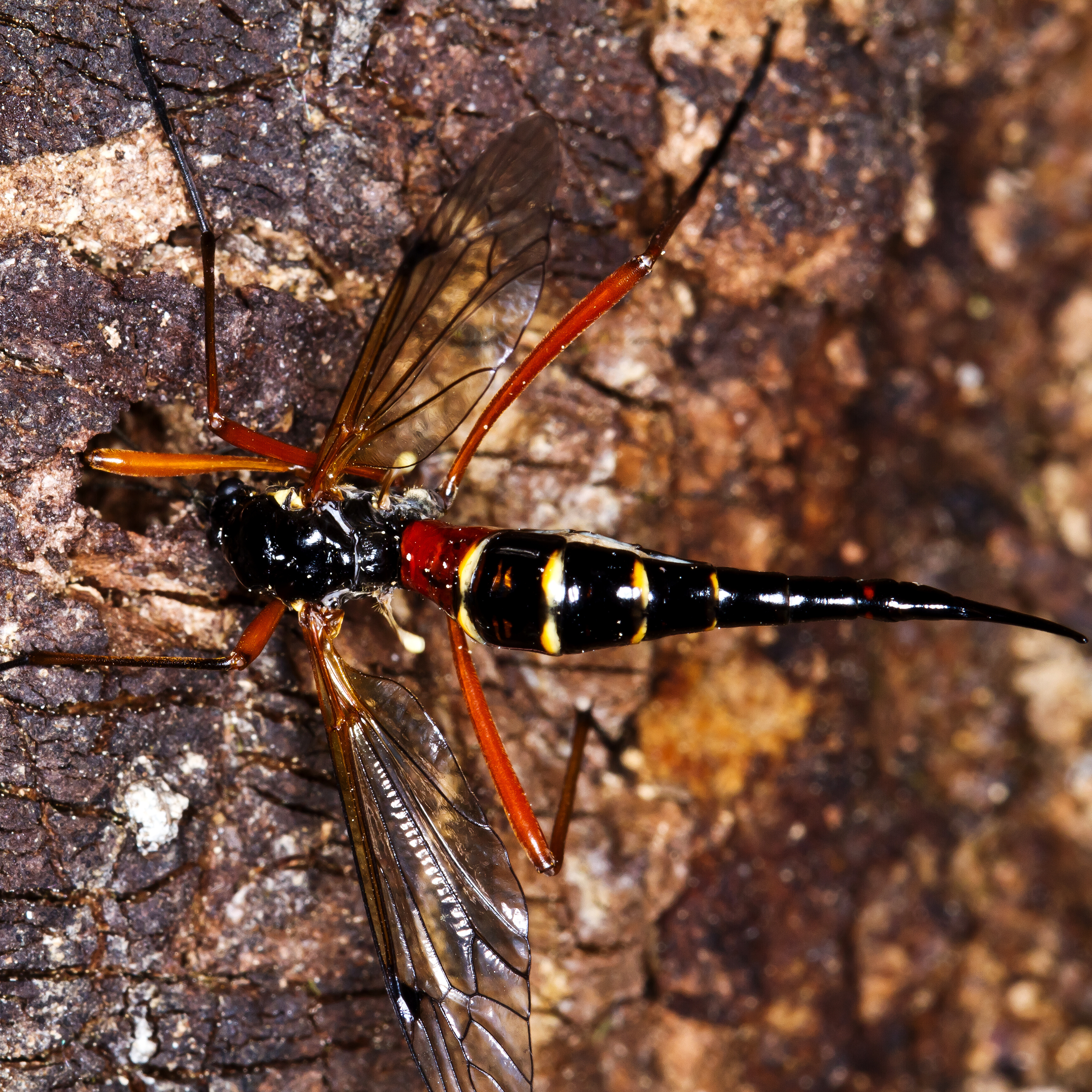
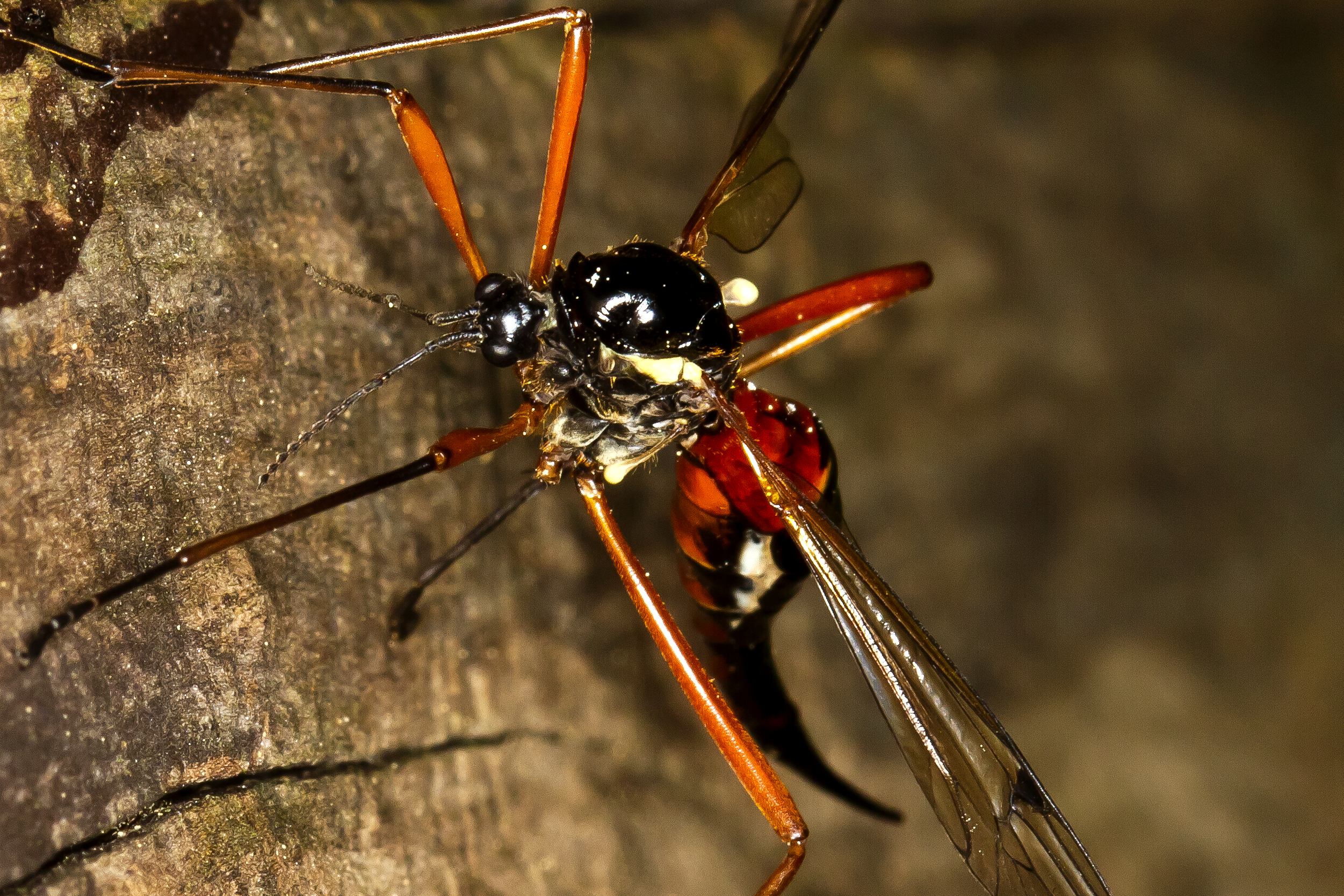
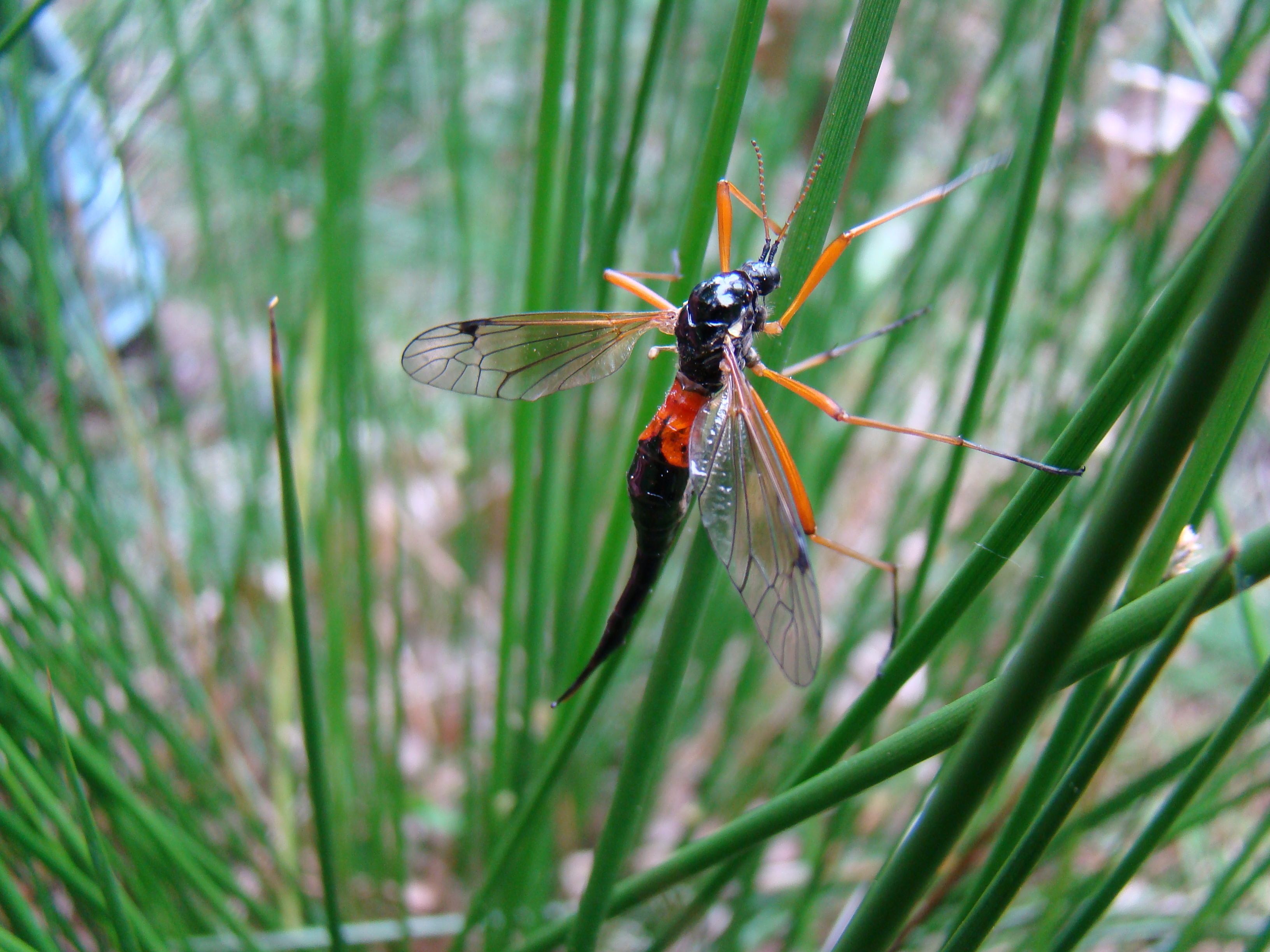